# Hylarana lateralis
Espèce
Synonymes
- Rana lateralis Boulenger, 1887
- Pelophylax lateralis (Boulenger, 1887)
- Rana nigrolineata Liu & Hu, 1960 "1959"
- Pelophylax nigrolineatus (Liu & Hu, 1960 "1959")
- Hylarana nigrolineata (Liu & Hu, 1960 "1959")

Statut de conservation UICN

 LC  : Préoccupation mineure
"Hylarana" lateralis est une espèce d'amphibiens de la famille des Ranidae dont la position taxonomique est incertaine (incertae sedis).
Depuis la révision du genre Hylarana par Oliver, Prendini, Kraus et Raxworthy en 2015, cette espèce a été exclue de ce genre sans qu'il soit possible de la placée dans un autre de manière certaine. Elle est rapprochée de Hydrophylax ou Indosylvirana.

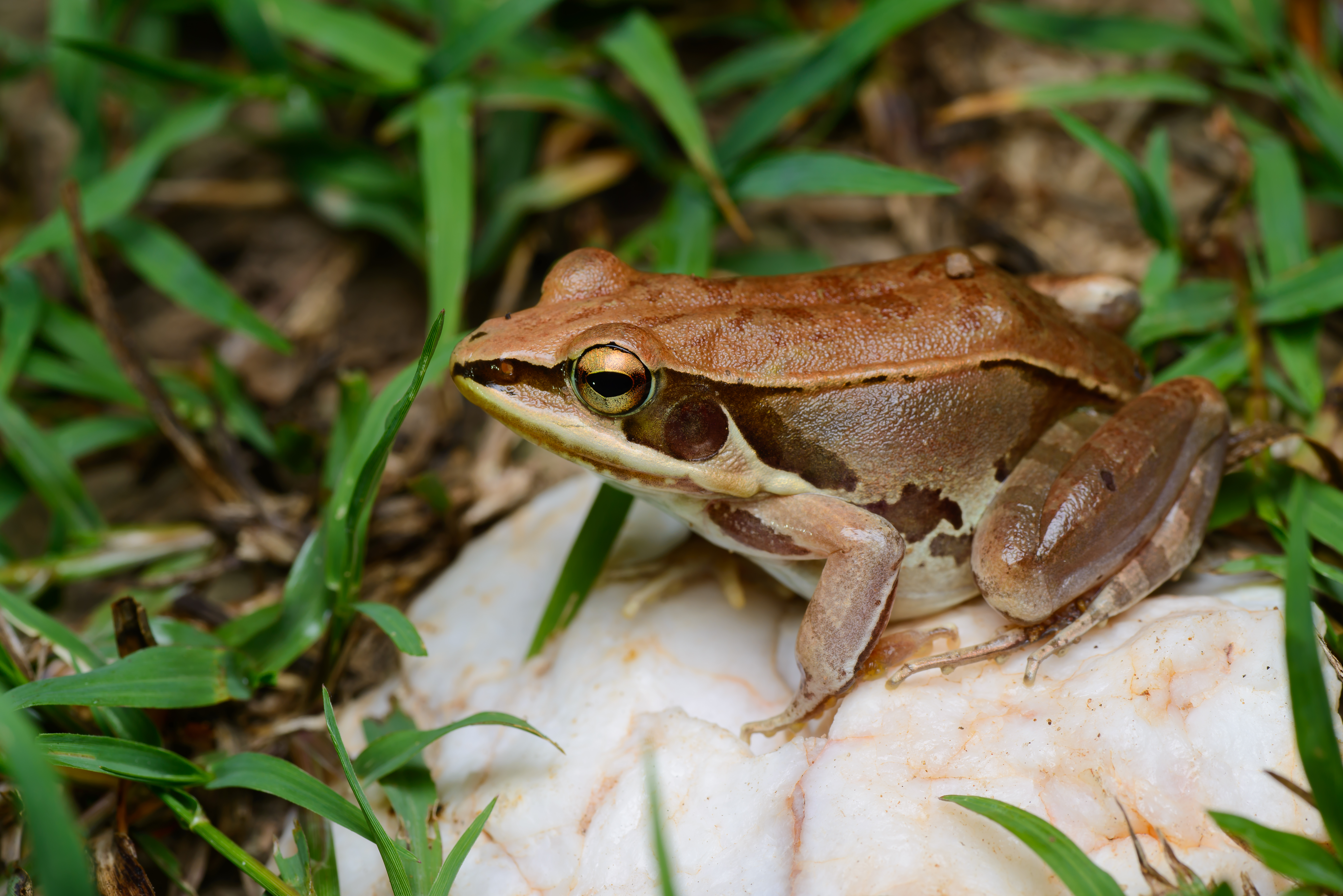
Pelophylax lateralis (forme brune), parc national de Kaeng Krachan, Thaïlande

## Répartition
Cette espèce se rencontre :
- dans le sud de la Birmanie ;
- au Cambodge ;
- dans le sud du Laos ;
- en Thaïlande ;
- au Viêt Nam ;
- en République populaire de Chine dans le sud de la province du Yunnan.

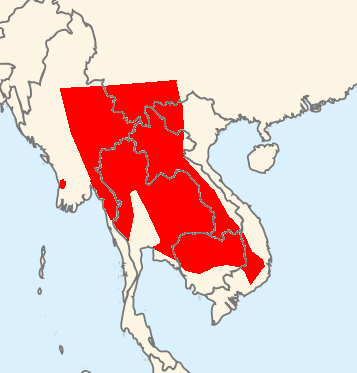
Aire de répartition de l'"hylarana" lateralis

## Publication originale
- Boulenger, 1887 : An account of the batrachians obtained in Burma by M.L. Fea of the Genoa Civic Museum. Annali del Museo Civico di Storia Naturale di Genova, sér. 2, vol. 5, p. 418-424 (texte intégral).